# Danh sách di sản thế giới tại Vương quốc Liên hiệp Anh và Bắc Ireland
Tính đến hiện tại đã có 31 địa danh được UNESCO công nhận là Di sản thế giới tại Vương quốc Liên hiệp Anh và Bắc Ireland và lãnh thổ hải ngoại. Danh sách này bao gồm: 17 di sản tại Anh, 5 di sản tại Scotland, 1 di sản đều thuôc Anh và Scotland, 3 tại Wales và 1 tại Bắc Ireland, lãnh thổ hải ngoại Bermuda, Gibraltar, Quần đảo Pitcairn, Saint Helena. Có 6 địa danh đầu tiên được công nhận là Di sản thế giới bao gồm Giant's Causeway, Lâu đài và Nhà thờ Durham, Hẻm núi Ironbridge, Công viên Hoàng gia Studley bao gồm cả phế tích Tu viện Fountains, Stonehenge, Avebury và các di chỉ liên quan và Các lâu đài và tường thành thời vua Edward I tại Gwynedd đều được công nhận vào năm 1986. Di sản mới nhất được công nhận là Lake District của Anh được công nhận vào tháng 7 năm 2017.
Công ước UNESCO được phê duyệt vào năm 1946 bởi 26 quốc gia bao gồm cả Vương quốc Anh. Mục đích của nó là để bảo tồn và bảo vệ các di sản thế giới, tác phẩm nghệ thuật, di tích lịch sử và khoa học. Vương quốc Anh đã đóng góp 130.000 bảng Anh mỗi năm cho Quỹ Di sản thế giới để bảo tồn các địa danh như vậy ở các nước đang phát triển.
Các tiêu chí của di sản bao gồm tiêu chí của di sản văn hóa (bao gồm i, ii, iii, iv, v, vi) và di sản thiên nhiên (vii, viii, ix, x). Vương quốc Liên hiệp Anh và Bắc Ireland có tổng cộng 26 di sản văn hóa, 4 di sản tự nhiên và 1 di sản hỗn hợp (cả giá trị văn hóa và tự nhiên). St Kilda là Di sản hỗn hợp duy nhất tại Vương quốc Liên hiệp Anh và Bắc Ireland, và là một trong số ít 35 di sản hỗn hợp được UNESCO công nhận. Nó mang giá trị khi là môi trường sống cho các loài chim biển và năm 2005 đã được mở rộng thêm tiêu chí về văn hóa khi nó là minh chứng cho truyền thống tự cung cấp trong môi trường điều kiện tự nhiên khắc nghiệt. Trong năm 2012, UNESCO cũng đã đưa Liverpool - Thành phố thương mại Hàng hải vào Danh sách di sản thế giới bị đe dọa do sự ảnh hưởng của các dự án quy hoạch đô thị gây ảnh hưởng tới tính toàn vẹn của di sản này.

## Vị trí
Dưới đây là vị trí của các di sản tại Vương quốc Liên hiệp Anh và Bấc Ireland và các lãnh thổ hải ngoại thể hiện qua bản đồ khu vực Luân Đôn, bản đồ của Vương quốc Liên hiệp Anh và Bắc Ireland và bản đồ vị trí của các di sản tại các vùng hải ngoại.

## Danh sách
Dưới đây là danh sách 31 Di sản thế giới được UNESCO công nhận tại Vương quốc Liên hiệp Anh và Bắc Ireland tính đến hết năm 2017.
| Tên                                                                             | Hình ảnh | Vị trí | Khoảng thời gian                       | Dữ liệu UNESCO                                    | Mô tả |
| ------------------------------------------------------------------------------- | -------- | --- | -------------------------------------- | ------------------------------------------------- | --- |
| Cảnh quan Công nghiệp Blaenavon                                                 |          | Blaenavon, Wales · 51°47′B 3°05′T / 51,78°B 3,08°T                                                                           | Thế kỷ XIX                             | 984; 2000; iii, iv                                | Trong thế kỷ XIX, Wales là nhà sản xuất hàng đầu thế giới về sắt và than đá. Blaenavon là một ví dụ về cảnh quan được tạo ra bởi quá trình công nghiệp liên quan đến việc sản xuất của các nguồn tài nguyên này. Các địa điểm bao gồm các mỏ đá, các tòa nhà công cộng, nhà ở cho công nhân và một tuyến đường sắt. |
| Cung điện Blenheim                                                              |          | Woodstock, Oxfordshire, England · 51°50′28″B 1°21′40″T / 51,841°B 1,361°T                                                    | 1705–1722                              | 425; 1987; ii, iv                                 | Cung điện Blenheim là nơi ở của John Churchill, Công tước Marlborough thứ nhất, được thiết kế bởi John Vanbrugh và Nicholas Hawksmoor. Khu vực công viên liên quan được thiết kế bởi Capability Brown. Cung điện được xây dựng để mừng chiến thắng trước Pháp và nó là côg trình rất có ý nghĩa cho việc thiết lập kiến trúc lãng mạn tiếng Anh như một thực thể riêng biệt từ kiến trúc cổ điển Pháp                                                                              |
| Nhà thờ chính tòa Canterbury, Tu viện Thánh Augustine, và Nhà thờ Thánh Marti   |          | Canterbury, Kent, England · 51°17′B 1°05′Đ / 51,28°B 1,08°Đ                                                                  | Thế kỷ XI                              | 496; 1988; i, ii, vi                              | Nhà thờ Thánh Martin là nhà thờ lâu đời nhất ở Anh. Các nhà thờ và Tu viện Thánh Augustine đã được thành lập trong giai đoạn đầu Kitô giáo truyền bá tới người Anglo-Saxon. Đây là các công trình mang kiến trúc Roman và Gothic, và là một trong hai giáo tỉnh của Giáo hội Anh. |
| Các lâu đài và tường thành thời vua Edward I tại Gwynedd                        |          | Conwy, Anglesey và Gwynedd, Wales · 53°08′20″B 4°16′34″T / 53,139°B 4,276°T                                                  | Thế kỷ XIII–XIV                        | 374; 1986; i, iii, iv                             | Trong suốt triều đại của Edward I của Anh (1272-1307), một loạt các lâu đài được xây dựng ở xứ Wales với mục đích chinh phục vùng đất và thiết lập các thuộc địa Anh ở xứ Wales. Di sản thế giới bao gồm các lâu đài bao gồm Beaumaris, Caernarfon, Conwy, và Harlech. Các lâu đài của Edward I được các sử gia về quân sự đánh giá là đỉnh cao của kiến trúc quân sự ở châu Âu.                                                                                                   |
| Thành phố Bath                                                                  |          | Bath, Somerset, England · 51°22′48″B 2°21′36″T / 51,38°B 2,36°T                                                              | Thế kỷ I–XIX                           | 428; 1987; i, ii, iv                              | Được thành lập bởi những người La Mã như một khu nghỉ dưỡng khi họ cho xây dựng những phòng tắm La Mã và đền thờ xung quanh các suối nước nóng trong thung lũng Avon, sau đó nó trở thành một trung tâm quan trọng của ngành công nghiệp len trong thời kỳ Trung cổ, và một thị trấn nghỉ dưỡng với những suối nước nóng trong thế kỷ XVIII, với nhiều phòng tắm có lịch sử khác nhau. Thành phố bảo tồn các di tích La Mã và kiến trúc Palladian.                                 |
| Cảnh quan vùng mỏ Cornwall và Tây Devon                                         |          | Cornwall và Devon, England · 50°08′B 5°23′T / 50,13°B 5,38°T                                                                 | Thế kỷ XVIII và XIX                    | 1,215; 2006; ii, iii, iv                          | Ngành khai mỏ quặng thiếc và đồng ở Devon và Cornwall bùng nổ trong thế kỷ XVIII và XIX, và ở thời kỳ đỉnh cao, nơi đây là khu vực sản xuất 2/3 sản lượng đồng của toàn thế giới. Các kỹ thuật và công nghệ khai thác sâu phát triển ở Devon và Cornwall sau đó đã được sử dụng trên toàn thế giới. |
| Các nhà máy ở thung lũng Derwent                                                |          | Thung lũng Derwent, Derbyshire, England · 53°01′12″B 1°29′56″T / 53,02°B 1,499°T                                             | Thế kỷ XVIII và XIX                    | 1,030; 2001; ii, iv                               | Các nhà máy ở thung lũng Derwent là cái nôi của hệ thống các nhà máy; những đổi mới trong thung lũng bao gồm cả việc phát triển nhà ở cho công nhân chẳng hạn như tại Cromford và những guồng nước là một trong những phát minh quan trọng trong cuộc cách mạng công nghiệp ở Anh. Các nhà máy trong Thung lũng Derwent sau đó còn ảnh hưởng tới cả Bắc Mỹ và châu Âu. |
| Dorset và Bờ biển Đông Devon                                                    |          | Dorset và Devon, England · 50°42′B 2°59′T / 50,7°B 2,98°T                                                                    | n/a                                    | 1029; 2001; viii                                  | Các vách đá tạo nên bờ biển Dorset và Devon là một địa điểm quan trọng đối với các hóa thạch và cung cấp một bằng chứng liên tục của cuộc sống trên cạn và trên biển trong khu vực từ 185 triệu năm trước đây. |
| Lâu đài và Nhà thờ chính tòa Durham                                             |          | Durham, Durham, England · 54°46′26″B 1°34′30″T / 54,774°B 1,575°T                                                            | Thế kỷ XI và XII                       | 370; 1986; ii, iv, vi                             | Nhà thờ chính tòa Durham là ví dụ "lớn và tốt nhất" của Kiến trúc Norman ở Anh và vòm của nhà thờ là một phần đánh dấu sự ra đời của kiến trúc Gothic. Nhà thờ là nơi có xá lị Thánh Cuthbert và Bêđa. Lâu đài Durham là nơi ở của Giám mục Durham. |
| Cầu Forth                                                                       |          | Edinburgh, Inchgarvie và Fife, Scotland · 56°00′02″B 3°23′19″T / 56,000421°B 3,388726°T                                      | 1890                                   | 1485; 2015; i, iv                                 | Forth là một cầu đường sắt đúc hẫng bắc qua Firth của Forth, một khu vực cửa sông ở phía đông Scotland, nằm cách 9 dặm (14 kilômét) về phía tây của trung tâm thành phố Edinburgh. Nó là công trình kiến trúc mang tính biểu tượng của Scotland, đã được UNESCO công nhận là Di sản thế giới. Cây cầu được thiết kế bởi hai kiến trúc sư người Anh là Sir John Fowler và Sir Benjamin Baker.                                                                                       |
| Biên thành La Mã                                                                |          | Bắc England phía nam Scotland · 54°59′B 2°36′T / 54,99°B 2,6°T                                                               | Thế kỷ II                              | 430; 1987 (mở rộng năm 2005 và 2008); ii, iii, iv | Bức tường Hadrian được xây dựng vào năm 122 AD trong khi bức tường Antonine được xây dựng vào năm 142 AD để bảo vệ Đế quốc La Mã trước "người man rợ". Di sản thế giới trước đây chỉ bao gồm bức tường Hadrian, nhưng sau đó đã mở rộng thêm bức tường Antonine ở Scotland cùng với các rào chắn, tường thành và pháo đài hiện đại ở Đức. |
| Giant's Causeway và bờ biển Causeway                                            |          | Antrim, Northern Ireland · 55°14′24″B 6°30′40″T / 55,24°B 6,511°T                                                            | 60–50 triệu năm trước                  | 369; 1986; vii, viii                              | Đây là khu vực tự nhiên cấu thành bởi 40.000 cột bazan nhô ra biển. Điều này được hình thành trong Kỷ Đệ Tam. |
| Các đảo Gough và Inaccessible                                                   |          | Tristan da Cunha, Saint Helena, Ascension và Tristan da Cunha, Nam Đại Tây Dương · 40°19′05″N 9°56′07″T / 40,3181°N 9,9353°T | n/a                                    | 740; 1995 (sửa đổi năm 2004); vii, x              | Cùng với nhau, các đảo Gough và Inaccessible bảo tồn hệ sinh thái gần như nguyên vẹn không chịu ảnh hưởng bởi con người, với rất nhiều các loài động thực vật đặc hữu và quý hiếm. |
| Di chỉ thời đồ đá mới ở Orkney                                                  |          | Orkney, Scotland · 58°59′46″B 3°11′17″T / 58,996°B 3,188°T                                                                   | Thiên niên kỷ thứ 3 TCN                | 514; 1999; i, ii, iii, iv                         | Một bộ sưu tập của các địa điểm thời đồ đá mới với mục đích khác nhau, từ địa điểm lao động đến những khu vực tiến hành nghi lễ. Nó bao gồm khu định cư Skara Brae, ngôi mộ cổ rộng với nhiều phòng mộ Maes Howe và các vòng tròn đá của Stenness và Brodgar. |
| Đảo Henderson                                                                   |          | Đảo Henderson, Pitcairn Islands, Thái Bình Dương · 24°21′N 128°19′T / 24,35°N 128,31°T                                       | n/a                                    | 487; 1988; vii, x                                 | Đây là một đảo san hô nằm ở Nam Thái Bình Dương, hệ sinh thái của hòn đảo gần như được bảo tồn nguyên vẹn mà không chịu tác động nào đáng kể của con người bởi sự cô lập của nó, và nó cũng cho thấy sự tiến hóa của các loài động thực vật trong môi trường sống cô lập. Hòn đảo có 10 loài thực vật cùng 4 loài động vật đặc hữu. |
| Thị trấn lịch sử St George và thành lũy liên quan, Bermuda                      |          | St George, Bermuda · 32°22′46″B 64°40′40″T / 32,379444°B 64,677778°T                                                         | Thế kỷ XVII–XX                         | 983; 2000; iv                                     | Thành lập vào năm 1612, St George's là một thị trấn cổ của người Anh ở Tân Thế giới và là một ví dụ điển hình của khu định cư được quy hoach ở Tân Thế giới trong thế kỷ XVII bởi cường quốc thực dân. Các công sự minh họa cho kỹ thuật phòng thủ giai đoạn từ thế kỷ XVII tới 20. |
| Hẻm núi Cầu Sắt                                                                 |          | Ironbridge, Shropshire, England · 52°37′34″B 2°29′10″T / 52,626°B 2,486°T                                                    | Thế kỷ XVIII                           | 371; 1986; i, ii, iv, vi                          | Hẻm sắt Ironbridge chứa các hầm mỏ, nhà máy, nhà ở của người lao động, và cơ sở hạ tầng giao thông đã được tạo ra trong hẻm núi trong Cuộc Cách mạng Công nghiệp. Sự phát triển của sản xuất than cốc trong khu vực đã giúp khởi xướng Cuộc cách mạng Công nghiệp ở Anh. Cầu Sắt là cây cầu đầu tiên trên thế giới được xây dựng từ sắt và có kiến trúc và có ảnh hưởng tới công nghệ xây dựng cầu trên thế giới.                                                                  |
| Liverpool – Thành phố giao thương Hàng hải                                      |          | Liverpool, Merseyside, England · 53°24′B 2°59′T / 53,4°B 2,99°T                                                              | Thế kỷ XVIII và XIX                    | 1,150; 2004; ii, iii, iv                          | Trong thế kỷ XVIII và XIX, Liverpool là một trong những cảng lớn nhất trên thế giới. Kết nối toàn cầu của nó đã giúp duy trì Đế quốc Anh, và nó là một cảng lớn tham gia vào hoạt động buôn bán nô lệ cho đến khi bãi bỏ vào năm 1807, và là một điểm xuất phát cho những người di cư đến Bắc Mỹ. Các bến cảng là ví dụ về sự đổi mới trong xây dựng và quản lý bến tàu. |
| Di sản hải dương Greenwich                                                      |          | Greenwich, Luân Đôn, Đại Luân Đôn, England · 51°28′45″B 0°00′00″Đ / 51,4791°B 0°Đ                                            | Thế kỷ XVII và XVIII                   | 795; 1997; i, ii, iv, vi                          | Cũng như sự hiện diện của ví dụ đầu tiên về kiến trúc Palladian ở Anh và các tác phẩm của Christopher Wren và Inigo Jones, khu vực này rất quan trọng đối với Đài quan sát Hoàng gia, nơi sự hiểu biết về thiên văn học đã được phát triển. |
| New Lanark                                                                      |          | New Lanark, South Lanarkshire, Scotland · 55°40′B 3°47′T / 55,66°B 3,78°T                                                    | Thế kỷ XIX                             | 429; 2001; ii, iv, vi                             | Thúc đẩy bởi Richard Arkwright, hệ thống nhà máy phát triển như tại Thung lũng Derwent, cộng đồng New Lanark được tạo ra để cung cấp nhà ở cho công nhân tại các nhà máy. Nhà hảo tâm Robert Owen đã mua lại địa điểm và biến nó thành một cộng đồng kiểu mẫu, cung cấp các tiện nghi công cộng, giáo dục, và hỗ trợ cải cách nhà máy. |
| Old và New Towns của Edinburgh                                                  |          | Edinburgh, Scotland · 55°56′49″B 3°11′28″T / 55,947°B 3,191°T                                                                | Trong các thế kỷ từ 11–19              | 728; 1995; ii, iv                                 | Old Town của Edinburgh được thành lập vào thời Trung Cổ, và New Town đã được phát triển vào giai đoạn năm 1767-1890. Nó trái ngược với cách bố trí các khu định cư trong thời trung cổ và hiện đại. Bố cục và kiến trúc của New Town được thiết kế bởi những thiên tài như William Chambers và William Playfair đã ảnh hưởng đến thiết kế đô thị châu Âu trong thế kỷ XVIII và XIX.                                                                                                |
| Cung điện và Tu viện Westminster bao gồm cả Nhà thờ Thánh Margaret, Westminster |          | Westminster, Đại Luân Đôn, England · 51°29′59″B 0°07′43″T / 51,4997°B 0,1286°T                                               | Thế kỷ X, XI, và XIX                   | 426; 1987 (modified in 2008); i, ii, iv           | Địa điểm này đã tham gia vào quá trình quản lý Anh từ thế kỷ XI, và sau đó là Vương quốc Anh. Kể từ ngày đăng quang của William I của Anh, tất cả các vị vua Anh và Vương quốc Anh đều được trao vương miện tại Tu viện Westminster. Cung điện Westminster là nơi có Quốc hội Anh, là một ví dụ về kiến trúc Gothic Trung Cổ; Nhà thờ Thánh Margaret là nhà thờ giáo xứ của cung điện, và mặc dù nó lịch sử xây dựng vào thế kỷ thứ XI, nhưng công trình này đã được xây dựng lại. |
| Kênh đào và Cầu máng nước Pontcysyllte                                          |          | Trevor, Wrexham, Wales and Shropshire, England · 52°58′12″B 3°05′13″T / 52,97°B 3,087°T                                      | 1795–1805                              | 1,303; 2009; i, ii, iv                            | Đường ống dẫn nước được xây dựng để đưa kênh Ellesmere qua thung lũng Dee. Hoàn thành trong cuộc Cách mạng Công nghiệp và được thiết kế bởi Thomas Telford, ống nước đã sử dụng sắt đúc và ảnh hưởng đến kỹ thuật dân dụng trên toàn thế giới.. |
| Vườn thực vật hoàng gia Kew                                                     |          | Kew, Đại Luân Đôn, England · 51°28′26″B 0°17′42″T / 51,474°B 0,295°T                                                         | Thế kỷ XVIII–XX                        | 1,084; 2003; ii, iii, iv                          | Được thành lập vào năm 1759, Vườn thực vật Kew được thiết kế bởi Charles Bridgeman, William Kent, Capability Brown và William Chambers. Vườn đã được sử dụng để nghiên cứu thực vật học, sinh thái học và làm sâu thêm sự hiểu biết về các loài. |
| St Kilda                                                                        |          | St Kilda, Scotland · 57°48′58″B 8°34′59″T / 57,816°B 8,583°T                                                                 | n/a                                    | 387; 1987 (sửa đổi năm 2005 và 2008); ii, iii, iv | Mặc dù có lịch sử cư trú 2000 năm nay, nhưng quần đảo bị cô lập St Kilda ngày nay không có bất cứ người dân nào từ năm 1930. Di sản của con người bao gồm nhiều đặc điểm kiến trúc độc đáo từ thời tiền sử và quá khứ định cư trên quần đảo. St Kilda cũng là nơi sinh sản của nhiều loài chim biển quan trọng khi nó là nơi tập trung số lượng Ó biển phương Bắc lớn nhất thế giới cùng 136.000 cặp Hải âu cổ rụt Đại Tây Dương.                                                  |
| Saltaire                                                                        |          | Saltaire, Shipley, West Yorkshire, England · 53°50′13″B 1°47′24″T / 53,837°B 1,79°T                                          | 1853                                   | 1,028; 2001; ii, iv                               | Saltaire được thành lập bởi Titus Salt như là một ngôi làng mẫu cho những người công nhân của mình. Các phần của di sản này bao gồm cả nhà máy dệt Salts Mill, một công trình đặc trưng của tính cộng đồng và là một ví dụ về tính gia trưởng trong thế kỷ XIX. |
| Stonehenge, Avebury và các di chỉ liên quan                                     |          | Wiltshire, England · 51°10′44″B 1°49′31″T / 51,1788°B 1,8252°T                                                               | Thiên niên kỷ thứ 4–2 TCN              | 373; 1986 (sửa đổi năm 2008); i, ii, iii          | Các địa điểm đồ đá mới của Avebury và Stonehenge là hai trong số những di tích đá lớn nhất và nổi tiếng nhất trên thế giới. Chúng liên quan đến sự tương tác của con người với môi trường. Mục đích của các khối đá và nguồn gốc của nó đã đem đến nhiều giả thiết khác nhau. Các di chỉ liên quan còn bao gồm Silbury Hill, Beckhampton Avenue và Kennet Avenue. |
| Công viên Hoàng gia Studley bao gồm cả Phế tích của Tu viện Fountains           |          | North Yorkshire, England · 54°06′58″B 1°34′23″T / 54,116°B 1,573°T                                                           | 1132 (Tu viện), Thế kỷ XIX (Công viên) | 372; 1986; i, iv                                  | Trước khi giải thể các tu viện vào giữa thế kỷ XVI, Tu viện Fountains là một trong những tu viện lớn nhất và giàu có nhất của Cistercian ở Anh và là một trong số ít những công trình còn tồn tại từ thế kỷ XII. Khu vườn kết hợp với khu trung tâm, tồn tại ở mức độ lớn trong thiết kế ban đầu trở thành một thiết kế có ảnh hưởng đến khắp các khu vườn ở châu Âu. |
| Tháp Luân Đôn                                                                   |          | Tower Hamlets, Đại Luân Đôn, England · 51°30′29″B 0°04′34″T / 51,508°B 0,0761°T                                              | Thế kỷ XI                              | 488; 1988; ii, iv                                 | Bắt đầu được xây dựng bởi William I của Anh năm 1066 trong Cuộc xâm lược Anh của người Norman, tháp Luân Đôn là biểu tượng của quyền lực và là một ví dụ về kiến trúc quân sự Norman lan rộng khắp nước Anh. Sự bổ sung của Henry III và Edward I vào thế kỷ XIII làm cho lâu đài trở thành một trong những tòa nhà có ảnh hưởng nhất ở Anh. |
| Quần thể hang động Gorham                                                       |          | Mặt phía Đông của Đá Gibraltar, Gibraltar · 36°07′13″B 5°20′31″T / 36,120397°B 5,342075°T                                    | 33-23.000 năm trước                    | 1500; 2016; iii                                   | Bao gồm bốn hang động tự nhiên bên bờ biển, quần thể này là các địa điểm nổi tiếng, nơi trú ẩn cuối cùng của người Neanderthal tại Gibraltar cách đây 28.000 năm trước. Bằng chứng về sự chiếm đóng của người hiện đại cũng có mặt tại địa điểm này. |
| Lake District của Anh                                                           |          | Cumbria, England · 54°28′26″B 3°4′56″T / 54,47389°B 3,08222°T                                                                | n/a                                    | 422; 2017; ii, v, vi                              | Nổi tiếng với phong cảnh thiên nhiên của núi, hồ, nhà cửa, vườn và công viên, Lake District được tổ chức thông qua hình ảnh tranh vẽ, nghệ thuật thị giác lãng mạn và văn học từ thế kỷ XVIII. |
| Đài thiên văn Jodrell Bank                                                      |          | Cheshire, England · 53°14.5′B 2°18.7′T / 53,2417°B 2,3117°T                                                                  | 1945                                   | 1594; 2019; i, ii, iv, vi                         | — |

## Danh sách di sản dự kiến
Danh sách dự kiến là bản kê các di sản quan trọng và các di tích tự nhiên mà một quốc gia đệ trình để xem xét ghi vào Danh sách Di sản thế giới. Danh sách Dự kiến có thể được cập nhật bất cứ lúc nào, nhưng việc đưa vào danh sách dự kiến là một điều kiện tiên quyết để được xem xét công nhận là Di sản thế giới trong khoảng 5-10 năm kế tiếp.
Danh sách Dự kiến của Vương quốc Anh được cập nhật lần cuối vào ngày 16 tháng 7 năm 2017, bao gồm 11 địa điểm:
| Tên                                                                 | Hình ảnh | Vị trí                                                                         | Khoảng thời gian               | Số hiệu UNESCO              |
| ------------------------------------------------------------------- | -------- | ------------------------------------------------------------------------------ | ------------------------------ | --------------------------- |
| Xưởng đóng tàu Chatham và Hệ thống phòng thủ của nó                 |          | Kent, England · 51°39′47″B 0°53′40″Đ / 51,66306°B 0,89444°Đ                    | Thế kỷ XVII–XIX                | 5670; 2012; ii, iv          |
| Creswell Crags                                                      |          | Derbyshire, England · 53°16′B 1°12′T / 53,26°B 1,2°T                           | 60–15 nghìn năm trước          | 5671; 2012; iii             |
| Phòng thí nghiệm cảnh quan Darwin                                   |          | Đại Luân Đôn, England · 51°19′50″B 0°03′4″Đ / 51,33056°B 0,05111°Đ             | 1842–1882                      | 5672; 2012; iii, vi         |
| Đảo St Helena                                                       |          | Saint Helena, Nam Đại Tây Dương · 16°0′0″B 5°45′0″T / 16°B 5,75°T              | n/a                            | 5675; 2012; x               |
| Đài quan sát Jodrell Bank                                           |          | Cheshire, England · 53°14.5′B 2°18.7′T / 53,2417°B 2,3117°T                    | 1945                           | 5676; 2012; i, ii, iv, vi   |
| Mousa, Old Scatness và Jarlshof: Đỉnh cao thời kỳ đồ sắt ở Shetland |          | Shetland, Scotland                                                             | 4.000 năm trước                | 5677; 2012; iii, iv         |
| Di sản công nghiệp đá phiến ở Bắc Wales                             |          | Gwynedd, Wales                                                                 | Các thế kỷ XVIII–XX            | 5678; 2012; ii, v           |
| Đầm lầy Flow Country                                                |          | Caithness và Sutherland, Scotland · 58°20′53″B 3°59′0″T / 58,34806°B 3,98333°T | n/a                            | 5679; 2012; ix, x           |
| Tu viện Monkwearmouth–Jarrow                                        |          | Tyne and Wear, England                                                         | 672/3 (Wearmouth) 681 (Jarrow) | 5681; 2012; ii, iii, iv, vi |
| Quần đảo Turks và Caicos                                            |          | Quần đảo Turks và Caicos, Biển Caribe · 21°20′B 71°10′T / 21,333°B 71,167°T    | n/a                            | 5682; 2012; x               |
| Great Spa của châu Âu                                               |          | Bath, Somerset, England · (Transnational property)                             | Thế kỷ I tới thế kỷ XX         | 5935; 2014; ii, iii, iv, vi |